# Leon Danielian
Leon Danielian (31 octobre 1920 - 8 mars 1997) est un danseur, chorégraphe et pédagogue américain d'origine arménienne.
Invité tout au long de sa carrière par les meilleures troupes et compagnies de ballet du monde entier, il devient l'un des premiers danseurs américains à bénéficier d'une reconnaissance internationale .

## Biographie
Né à New York, Leon Danielian est le fils des immigrants arméniens Frank et Varsik (Coolidganian) Danielian . Enfant, il commence à se former à la danse auprès de Madame Seda Suny, puis poursuit ses études auprès de Mikhail Mordkin, Michel Fokine, Igor Schwezoff et Vecheslav Swoboda .
Il fait ses débuts avec le Mordkin Ballet en 1937, devient membre fondateur de l'American Ballet Theatre en 1939 et apparaît brièvement avec les Ballets Russes de Monte-Carlo en 1941. Au cours de ces premières années, il a également dansé dans des comédies musicales de Broadway .
De 1943 à 1961, il est soliste et chorégraphe des Ballets Russes de Monte-Carlo.
Admiré pour sa technique classique et pour ses talents d'acteur, il a fait de nombreuses apparitions avec d'autres compagnies, dont les Ballets des Champs-Élysées, en ayant comme partenaire Yvette Chauviré, et le San Francisco Ballet, en tournée à l'internationale .
Vers quarante ans, affaibli par l'arthrite, Danielian quitte la scène et se consacre à l'enseignement.
Dans les années 1960, il enseigne en partenariat avec la Ballet Russe School de New York.
De 1968 à 1980, il est directeur de l'American Ballet Theatre School .
En 1982, il devient directeur des programmes d'étude de la danse à l'Université du Texas à Austin, où il est également nommé professeur des beaux-arts grâce à ses vastes connaissances en la matière.
Malgré les séquelles dues à de nombreux problèmes de santé (arthroplastie de la hanche, opération sur le cœur, accident vasculaire cérébral), il a continue à enseigner jusqu'à sa retraite en 1991 .
Un studio de danse à l'Université du Texas à Austin est nommé en son honneur.

## Technique et style
Danielian était un danseur virtuose, possédant une technique dynamique et une noble allure en premier danseur du ballets classiques. Sa batterie propre et incisive (sauts dans lesquels les mouvements des jambes s'entrechoquent une ou plusieurs fois pendant que l'on est en l'air) en a fait un interprète idéal de rôles les plus étincelants, tels que l'Oiseau bleu dans La Belle au bois dormant ainsi que des solos phares dans Le Lac des cygnes et Raymonda.
Avec en tant que partenaire la ballerine Ruthanna Boris, il crée des rôles de bravoure dans Cirque de Deux (1947) et Quelques Fleurs (1948) .
En 1949, il reçoit du Dance Magazine le Prix du meilleur danseur masculin de la saison 1948-1949.[réf. nécessaire]
Doté d'un esprit vif et d'un sens de l'humour espiègle, Danielian excellait également dans des rôles à demi-caractères comme Arlequin dans Le Carnaval, Blackamoor dans Night Shadow et le Premier Cadet dans Graduation Ball.
Après le départ de Léonide Massine des Ballets russes de Monte-Carlo en 1943, Danielian hérite du rôle du Péruvien dans Gaîté Parisienne et commence à s'y identifier artistiquement. Au fil du temps, il modifie la chorégraphie originale du rôle pour l'adapter à son style personnel et invente de nouveaux effets comiques, recréant virtuellement le personnage, particulièrement apprécié par le public .
En tant que chorégraphe, Danielian réalise trois ballets pour les Ballets russes de Monte-Carlo: Sombreros (1956), sur des thèmes folkloriques mexicains orchestrés par Ivan Boutnikoff ; La Mazurka (1957), sur des thèmes de Chopin, Tchaïkovski et Strauss, arrangée par Boutnikoff ; et Espaňa (1961), sur des thèmes de Breton, Chapel et Granados . Ces trois œuvres, confirmant le style de Danielian, montrent une chorégraphie inventive exigeant à la fois une technique virtuose et un talent comique de la part des interprètes.